# Praça de Toiros de Alcochete
A Praça de Toiros de Alcochete é uma Praça de Toiros localizada na vila de Alcochete. Foi inaugurada em 1921.

## História
A vila de Alcochete tem uma antiga tradição tauromáquica, havendo referências muito antigas a duas praças de toiros, adjectivadas de muito toscas e em madeira que se foram deteriorando com o tempo. 
Mais tarde, em 1921 foi construída e inaugurada uma nova praça de toiros, a actual, mas, tal como as anteriores, ainda em madeira. Era ao tempo proprietário da praça João André dos Santos, tio de José André dos Santos, alcochetano impulsionador das Festas do Barrete Verde e das Salinas e primeiro Presidente da Assembleia Geral do Aposento do Barrete Verde.
Devido a dificuldades financeiras a praça deixou de ter qualquer conservação e foi degradando-se até deixar de ter condições para a realização de espectáculos tauromáquicos.
Para evitar a sua demolição e assegurar a continuidade da realização das habituais corridas de toiros um grupo constituído por alcochetanos e aficcionados compra a Praça de Toiros e toma a iniciativa do seu restauro, com início em 1935. Foi operada a substituição faseada da estrutura em madeira por alvenaria, até chegar à sua configuração actual.

## Descrição
A Praça consta actualmente de uma construção em alvenaria de configuração circular, pintada a ocre e extremos a bordeaux. As bancadas estão divididas em 6 sectores, sombra, Sol e sombra/Sol. Integra ainda duas bilheteiras, 4 entradas para o público, touril e entrada para cavalos.

## Actualidade
A Praça de Toiros de Alcochete acolhe diversos espectáculos tauromáquicos ao longo do ano, mas com especial intensidade em Agosto durante a Feira Taurina anual por ocasião das Festas do Barrete Verde e das Salinas.
Em Alcochete coexistem dois Grupos de Forcados, o Grupo de Forcados Amadores de Alcochete e o Grupo de Forcados Amadores do Aposento do Barrete Verde de Alcochete.   